# Khaled Ksouri
 (novembre 2009).
Si vous disposez d'ouvrages ou d'articles de référence ou si vous connaissez des sites web de qualité traitant du thème abordé ici, merci de compléter l'article en donnant les références utiles à sa vérifiabilité et en les liant à la section « Notes et références ».
Khaled Ksouri (arabe : ﺧﺎﻟﺩ ﻛﺴﻮﺭﻱ), né le 6 février 1962 à Tunis, est un acteur et homme de théâtre résidant en France.

## Biographie
Il suit des études de théâtre à l'école Jacques Lecoq et au Conservatoire national supérieur d'art dramatique. Il participe à plusieurs films dont L'Homme de cendres (1986) de Nouri Bouzid, Fifty fifty mon amour (1992) de Nadia El Fani, Am Strand von Merkala (1993) de Frieder Schlaich, Essaïda (1996) de Mohamed Zran et Noces de lune (1998) de Taïeb Louhichi.
Il est membre fondateur de la compagnie et de l'atelier de théâtre L'Espace ouvert.
Il participe à plusieurs mises en scène : Le Palais des fêtes (Yukio Mishima) ou Le Funambule (Jean Genet), et se spécialise dans la formation de comédiens, organisant des stages et donnant des cours de théâtre (mime, analyse du mouvement, masque neutre, demi-masque, bouffon, clown, etc.). Il suit des stages avec Ariane Mnouchkine, Mas Soegeng et Mario Gonzalez.